# Max Planck
Max Karl Ernst Ludwig Planck  (Kiel, 23 de abril de 1858-Gotinga, 4 de octubre de 1947) fue un físico alemán. Es considerado el fundador de la teoría cuántica y fue galardonado con el Premio Nobel de Física en 1918.

## Biografía

### Infancia en Kiel, educación en Múnich y primeros años en Berlín
Max Planck era originario de una familia con gran tradición académica. Su bisabuelo Gottlieb Planck (1751-1833) y su abuelo Heinrich Ludwig Planck (1785-1831) fueron profesores de teología en la Universidad de Gotinga, su padre Wilhelm Johann Julius von Planck (1817-1900) fue profesor de derecho en Kiel y Múnich, su tío Gottlieb Planck (1824-1907) fue también jurista en Gotinga y uno de los padres del Código Civil de Alemania.
Nació el 23 de abril de 1858 en Kiel, del matrimonio de Julius Wilhem con su segunda esposa Emma Patzig (1821-1914). Tenía cuatro hermanos (Hermann, Hildegard, Adalbert y Otto) y dos medio hermanos (Hugo y Emma), hijos de su padre con su primera esposa. Pasó en Kiel sus seis primeros años y, a continuación, su familia se mudó a Múnich, allí se matriculó en el Maximilians-Gymnasium. Sus compañeros de clase eran hijos de familias conocidas de Múnich. Entre ellos se encontraban el hijo del banquero Heinrich Merck y Oskar Miller, fundador más adelante del Deutsches Museum. A los dieciséis años obtuvo su Schulabschluss o graduación. Como mostraba talento para la música, tocaba el órgano, el piano y el chelo, también le gustaban la filosofía clásica y las ciencias. Dudó a la hora de elegir su orientación académica, así que consultó al profesor de física Philipp von Jolly, quien le respondió que en física lo esencial estaba ya descubierto, y que quedaban pocos huecos por rellenar (concepción que compartían muchos otros físicos de su tiempo). Planck respondió a su profesor que no tenía interés en descubrir nuevos mundos sino en comprender los fundamentos de la física; finalmente se decidió por esta materia.
Planck se matriculó para el curso 1874/75 en la Facultad de Física de la Universidad de Múnich. Allí, bajo la tutela del profesor Jolly, Planck condujo sus propios experimentos (por ejemplo sobre la difusión del hidrógeno a través del platino caliente) antes de encaminar sus estudios hacia la física teórica. Además de sus estudios, fue miembro del coro de la universidad donde en 1876/77 realizó una opereta titulada Die Liebe im Walde. En 1877 realizó con otros dos compañeros un viaje por Italia, visitó Venecia, Florencia, Génova, Pavía, los lagos de Como y Lugano, el lago Maggiore, Brescia y el lago de Garda.
El curso 1877/78 lo realizó en Berlín, en la Universidad Friedrich-Wilhelm, donde recibió las enseñanzas de los célebres físicos Hermann von Helmholtz y Gustav Kirchhoff, a quienes ya había conocido en Múnich. De Helmholtz dijo Planck que no preparaba las clases, que constantemente se equivocaba en los cálculos, de modo que cambiaba una y otra vez lo que estaba escrito en la pizarra y que parecía tan aburrido como los estudiantes. El resultado era que pocos estudiantes permanecían en su aula. Al final solo quedaron tres estudiantes, entre los que se encontraban el propio Planck y el más tarde astrónomo Rudolf Lehmann-Filhés. De Kirchhoff decía que aunque sus clases estaban preparadas meticulosamente, a menudo resultaban áridas y monótonas, y que aunque estudiantes admiraban la gran sabiduría del docente, consideraban que no poseía habilidades retóricas y aburría. Pese a esta opinión desfavorable sobre Helmholtz como profesor, trabó una amistad con él. En esta época se dedicó paralelamente por su cuenta al estudio de la obra de Rudolf Clausius, de quien admiró su discurso comprensible y su claridad sobre los principios de la termodinámica. Fue en este tema en el que trabajó para preparar su tesis de doctorado, que llevó por título Über den zweiten Hauptsatz der mechanischen Wärmetheorie (Sobre el segundo principio de la termodinámica) y que presentó en 1879 en Múnich, con veintiún años. Volvió a Múnich en 1880 para ejercer como profesor en la universidad. En 1889, volvió a Berlín, donde desde 1892 fue el director de la cátedra de Física teórica.

### Profesor en la Universidad de Berlín
En Berlín, Planck ingresó a la Sociedad de Física local. Más tarde escribió sobre este momento: "En aquel tiempo yo era esencialmente el único físico teórico allá, las cosas no fueron fáciles para mí porque empecé a mencionar la entropía, pero esto no estaba mucho de moda, puesto que se consideraba como un fantasma matemático". Gracias a su iniciativa, las diferentes sociedades locales de física de Alemania se fusionaron en 1898 para formar la Deutsche Gesellschaft Physikalische, (DPG, Sociedad Alemania de Física), Planck fue el presidente desde el 1905 hasta el 1909.
Planck fue profesor en Berlín durante 37 años y era apreciado por sus alumnos como maestro. Según Lise Meitner era "seco, un poco impersonal", "sin usar notas, sin cometer errores, nunca vacilante, el mejor profesor que he escuchado nunca". El número de sus estudiantes graduados fue solo de 20, pero entre ellos están:
1897 Max Abraham (1875–1922)
1904 Moritz Schlick (1882–1936), Fundador del Círculo de Viena
1906 Walther Meißner (1882–1974)
1906 Max von Laue (1879–1960), Premio Nobel de Física de 1914
1907 Fritz Reiche (1883–1960)
1907 Lise Meitner (1878-1968)
1912 Walter Schottky (1886–1976)
1914 Walther Bothe (1891–1957), Premio Nobel de Física del 1954

### Sociedad Alemana de Física y Sociedad para el Avance de la Ciencia
Desde 1905 hasta 1909, Planck fue la cabeza de la Deutsche Physikalische Gesellschaft (Sociedad Alemana de Física). En 1913, se puso a la cabeza de la universidad de Berlín. En 1918 recibió el Premio Nobel de física por la creación de la mecánica cuántica. Desde 1930 hasta 1937, Planck dirigió la Kaiser-Wilhelm-Gesellschaft zur Förderung der Wissenschaften (KWG, Sociedad Kaiser Wilhelm, sociedad del emperador Guillermo para el Avance de la Ciencia).

### Segunda Guerra Mundial, su hijo Erwin Planck y fallecimiento
Durante la Segunda Guerra Mundial, Planck intentó convencer a Adolf Hitler de que permitiera el trabajo de los científicos judíos, sin gran éxito, sin embargo.  El régimen nazi y la guerra azotaron duramente a la familia Planck. Perdió a su hijo Erwin Planck, asesinado por los nazis el 3 de enero de 1945, a pesar de las peticiones de indulto y clemencia que Max Planck hiciera a Hitler, intentando salvar la vida de su hijo. Esta gran pérdida se sumaba a otra, que ya acababa de sufrir: su casa de Berlín-Grünewald (y con ella toda su biblioteca, con miles de volúmenes e irrecuperables manuscritos), resultó incendiada y completamente destruida a causa de un bombardeo aéreo en febrero de 1944.
Tras la muerte de Max Planck el 4 de octubre de 1947 en Gotinga, la KWG cambió su nombre a Max-Planck-Gesellschaft zur Förderung der Wissenschaften (MPG, Sociedad Max Planck).

### Legado
Los descubrimientos de Planck, que fueron verificados posteriormente por otros científicos, representaron el nacimiento de un campo totalmente nuevo de la física, conocido como mecánica cuántica y proporcionaron los cimientos para la investigación en campos como el de la energía atómica. Reconoció en 1905 la importancia de las ideas sobre la cuantificación de la radiación electromagnética expuestas por Albert Einstein, con quien colaboró a lo largo de su carrera.

## Contribuciones científicas

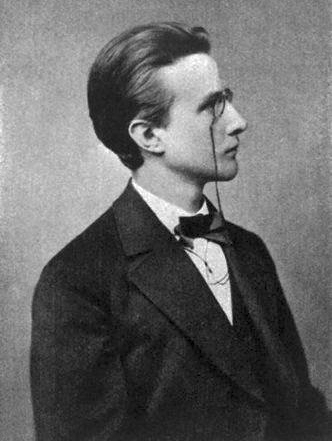
El joven Planck en su época de estudiante (1878)

Aunque en un principio fue ignorado por la comunidad científica, profundizó en el estudio de la teoría del calor y descubrió, uno tras otro, los mismos principios que ya había enunciado Josiah Willard Gibbs (sin conocerlos previamente, pues no habían sido divulgados). Las ideas de Clausius sobre la entropía ocuparon un espacio central en sus pensamientos.
En 1900, Max Planck descubrió la ley espectral de la radiación del cuerpo negro (publicada en 1901) intentando conciliar la ley de Rayleigh-Jeans que funciona a grandes longitudes de onda (bajas frecuencias) y la ley de Wien que opera en pequeñas longitudes de onda (altas frecuencias). Consideró que su propia función se ajustaba a los datos de forma notable para todas las longitudes de onda.
La corrección de la ley de Rayleigh-Jeans es especialmente importante, ya que está construida sobre una sólida base teórica: la termodinámica tal y como se conocía en la época, pero adolece de un importante defecto en las longitudes de onda cortas: la catástrofe ultravioleta. Este punto sugiere que la termodinámica está equivocada. Por ello, Planck intentó elaborar una nueva teoría fundamental que sustituyera a la termodinámica.
La ley de Rayleigh-Jeans y la ley de Planck utilizan el Teorema de la equipartición de la energía y hacen coincidir un oscilador con cada frecuencia. Rayleigh supone que todos los osciladores están igualmente excitados, su ley predice que los osciladores de longitud de onda muy corta están muy excitados incluso a temperatura.
El 14 de diciembre de 1900 expuso en la Sociedad Alemana de Física el descubrimiento de una constante fundamental, la denominada constante de Planck, usada para calcular la energía de un fotón. Esto significa que la radiación no puede ser emitida ni absorbida de forma continua, sino solo en determinados momentos y pequeñas cantidades denominadas cuantos o fotones. La energía de un cuanto o fotón depende de la frecuencia f de la radiación:
{\displaystyle E=hf}
donde E es la energía, f es la frecuencia de su onda electromagnética asociada y h es la constante de Planck, cuyo valor es 6,626 × 10-34 J*s o bien 4,13 × 10-15 eV*s.
La ley de la radiación electromagnética emitida por un cuerpo a una temperatura dada, denominada ley de Planck, que explica el espectro de emisión de un cuerpo negro se convirtió en una de las bases de la mecánica cuántica, que emergió unos años más tarde con la colaboración de Albert Einstein y Niels Bohr, entre otros.

## Obras seleccionadas

### Escritos y conferencias
- Über den zweiten Hauptsatz der mechanischen Wärmetheorie (Sobre el segundo principio de la termodinámica). Ackermann, Múnich 1879. (Tesis doctoral)
- Gleichgewichtszustände isotroper Körper in verschiedenen Temperaturen (Estados de equilibrio de los cuerpos isotrópicos a diferentes temperaturas). Ackermann, Múnich 1880. (Tesis de habilitación)
- Das Weltbild der neuen Physik (La visión del mundo de la nueva física). Conferencia, 18 de febrero del 1929, Departamento de Física de la Universidad de Leiden
- Vom Wesen der Willensfreiheit und andere Vorträge (Sobre la naturaleza del libre albedrío y otros documentos), editado por Armin Hermann, Fischer Taschenbuch Verlag, Frankfurt, 1990, ISBN 3-596-10472-6.
Contenido: “Historia del descubrimiento de la Constante de Planck, el principio de Hamilton, la naturaleza de la luz, causalidad y libre albedrío, discurso en la Academia Prusiana de las Ciencias, sobre la naturaleza del libre albedrío, la religión y la ciencia, determinismo o indeterminismo, problemas evidentes de la ciencia, el sentido y los límites de las ciencias exactas”.
- "¿A donde va la ciencia?", 1941

### Artículos de revista
- Über eine Verbesserung der Wienschen Spektralgleichung (Sobre una mejora de la ley de Wien). Verhandlungen der Deutschen physikalischen Gesellschaft. 2, 1900, S. 202–204. Über eine Verbesserung der Wienschen Spektralgleichung Archivado el 5 de diciembre de 2021 en Wayback Machine.. (Hay una versión en inglés en: On an Improvement of the Wien's Law of Radiation).
- Zur Theorie des Gesetzes der Energieverteilung im Normalspektrum (Sobre la teoría de la ley de distribución de la radiación de energía del espectro normal). Verhandlungen der Deutschen physikalischen Gesellschaft. 2, 1900, S. 237–245. Zur Theorie des Gesetzes der Energieverteilung im Normalspektrum Archivado el 7 de agosto de 2015 en Wayback Machine.. (Hay una versión en inglés en: On the Theory of Energy Distribution Law of the Normal Spectrum Radiation).
- Über das Gesetz der Energieverteilung im Normalspektrum. Annalen der Physik. 4, 1901, S. 553–563. (Hay una versión en inglés en: On the Energy Distribution Law in the Normal Spectrum Radiation).

## Relación con Albert Einstein

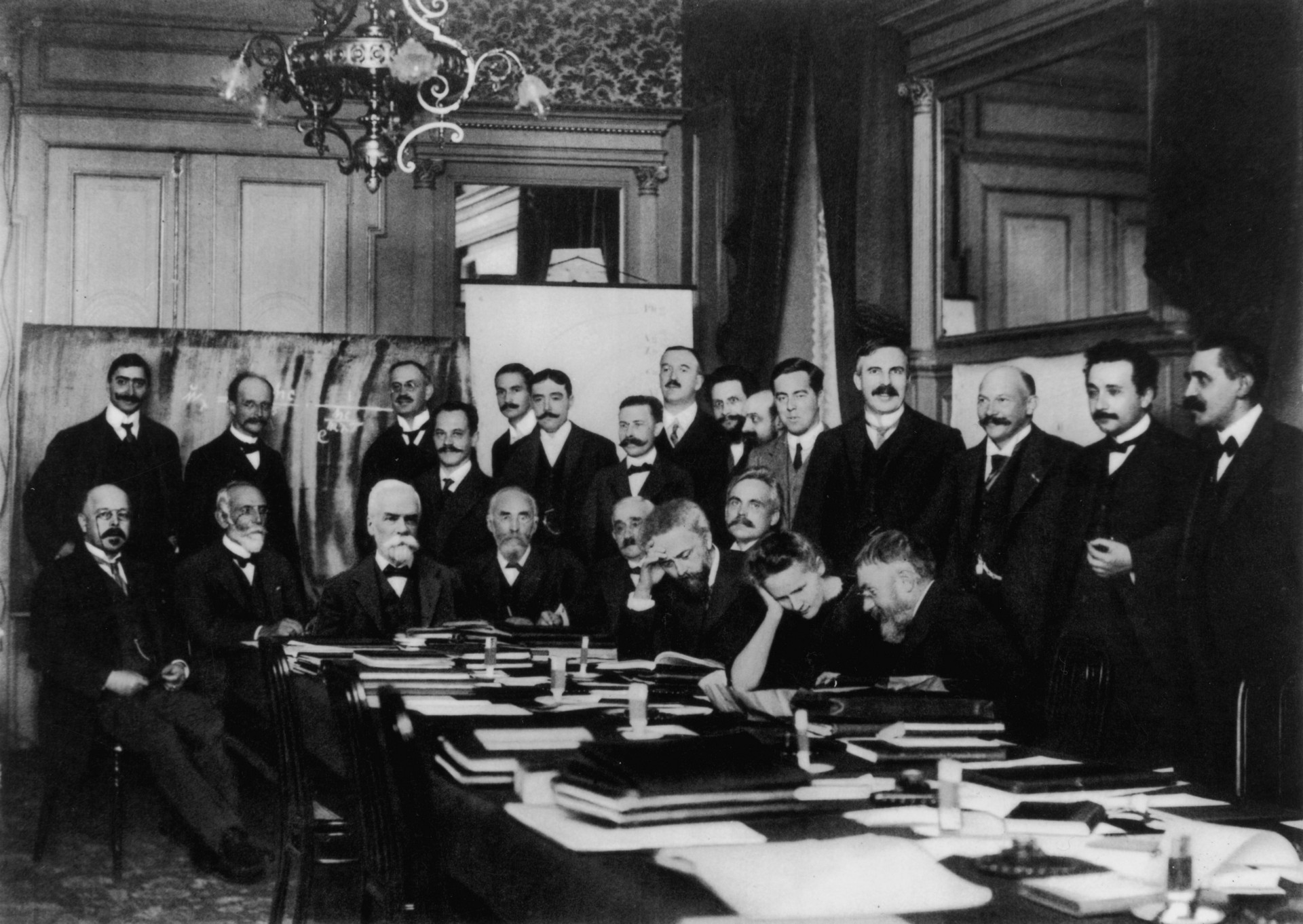
Primera Conferencia Solvay en 1911. Max Planck se encuentra situado, en la fila posterior, el segundo por la izquierda.

En 1905 se publicaron los primeros estudios del desconocido Albert Einstein acerca de la teoría de la relatividad, siendo Planck unos de los pocos científicos que reconocieron inmediatamente lo significativo de esta nueva teoría científica.
Planck también contribuyó considerablemente a ampliar esta teoría. La hipótesis de Einstein sobre el cuanto de luz (el fotón), basada en el descubrimiento de Philipp Lenard de 1902 sobre el efecto fotoeléctrico, fue rechazada inicialmente por Planck, así como la teoría de James Clerk Maxwell sobre electrodinámica.
En 1910 Einstein precisó el comportamiento anómalo del calor específico en bajas temperaturas como otro ejemplo de un fenómeno que desafía la explicación de la física clásica. Para clarificar las contradicciones que aparecían en la física, Planck y Walther Nernst organizaron la primera Conferencia Solvay en Bruselas en 1911. En esta reunión, Einstein finalmente convenció a Planck sobre sus investigaciones y sus dudas. A partir de aquel momento les unió una gran amistad, siendo nombrado Albert Einstein profesor de física en la Universidad de Berlín mientras que Planck fue decano.
En 1918 fue galardonado con el Premio Nobel de Física «por su papel jugado en el avance de la física con el descubrimiento de la teoría cuántica».

## Max Planck y la Primera Guerra Mundial
Al inicio de la Primera Guerra Mundial Planck hizo suyo el entusiasmo general del público y escribió: "más allá del hecho de que es horrible, hay también algo que es inesperadamente grande y bello: la suave solución de los más difíciles problemas políticos internos por la unificación de todas las partes (y) ... la exaltación de todo lo que es bueno y noble ".
Sin embargo, Planck se abstuvo en cuanto a los extremos del nacionalismo. En 1915, en un momento en que Italia estaba a punto de unirse a los Potencias Aliadas, él votó positivamente sobre un trabajo científico de Italia, que recibió un premio de la Academia Prusiana de las Ciencias, donde Planck fue uno de los cuatro presidentes permanentes.
Planck también firmó el infame "Manifiesto de los 93 intelectuales", un documento de propaganda de guerra polémico (mientras que Einstein mantuvo una actitud estrictamente pacifista que casi lo llevó a su encarcelamiento, del cual se salvó por su ciudadanía suiza). Pero en 1915, Planck, después de varias reuniones con el físico neerlandés Hendrik Lorentz, revocó partes del Manifiesto. Después, en 1916, firmó una declaración contra el anexionismo alemán.

## ¿Defensor de cierta tradición o progresista?
Planck siempre fue respetuoso con la jerarquía pero no duda en defender sus convicciones frente a las opiniones del momento. En repetidas ocasiones testificó de su patriotismo y apoyo a la monarquía antes y durante la Primera Guerra Mundial.
Defendió al académico Léo Arons en 1895 que pertenecía a un partido de oposición, y esto en contra del consejo del entonces Ministro de Culto y Educación. Asimismo, promovió el acceso a la educación superior para las mujeres, incluida Lise Meitner.
En los años de entreguerras, participó activamente en la reconstrucción de la vida intelectual alemana logrando obtener importantes subvenciones del Estado o de fundaciones privadas. Políticamente, sigue siendo bastante  conservador, defendiendo el poder en el lugar y estando en contra del sufragio universal. Sin embargo, se niega, en varias ocasiones, a hablar de temas ajenos al ámbito científico. Él argumenta fuertemente a favor de la investigación básica, oponiéndose a Johannes Stark, cuya influencia crece con la de los nazis.
El surgimiento del antisemitismo comienza a llegar a varios grandes científicos, el más famoso de los cuales es Einstein. En 1933, Adolf Hitler se convirtió en Canciller del Reich. Luego, Planck ocupó puestos clave en varias instituciones, incluida la instituto "Kaiser-Wilhelm", sociedad científica con cierto poder financiero. Entonces piensa que puede moderar la política del Führer con un cierto grado de pragmatismo. Por lo tanto, no se opone directamente al poder y aboga por la discreción, varias de sus intervenciones públicas están imbuidas de moderación. En  marzo de 1933, Einstein, en un viaje a los Estados Unidos, anunció que no regresaría a Alemania por razones políticas. Planck expresó en privado su desacuerdo con esta decisión, creyendo que sus efectos podrían ser perjudiciales para los científicos judíos que todavía estaban allí. Se reunió en mayo de 1933 con Adolf Hitler para intentar defender a sus colegas judíos en interés de Alemania, sin éxito. Sus últimos discursos se mantienen en la línea elegida, mezclando una cierta ambigüedad en la oposición: así alaba varias veces la relatividad sin citar al autor. No obstante, los resultados fueron positivos en los primeros años: rechazó el nombramiento de Johannes Stark como director de un importante instituto, logró obtener fondos para la investigación y retener miembros judíos. Sin embargo, bajo presión, la sociedad erudita bajo el liderazgo de Planck debe alinearse gradualmente con el poder, el científico está obligado a hablar en honor del Führer y hacer el saludo fascista. Planck terminó renunciando a toda función oficial en 1938. Sin embargo, continuó dando conferencias sobre temas sensibles como "Ciencia y religión" donde admitió creer en Dios, pero no en el de los cristianos.
Al final de su vida, concluye:

“Para mí, que he dedicado toda mi vida a la ciencia más rigurosa, el estudio de la materia, esto es todo lo que puedo decirles sobre los resultados de mi investigación: ¡no existe tal cosa, estrictamente hablando, de la materia! Toda materia tiene su origen y solo existe en virtud de una fuerza que hace vibrar las partículas del átomo y mantiene en una sola pieza este diminuto sistema solar que es el átomo [...] Tenemos que suponer, detrás de esta fuerza, la existencia de un Espíritu consciente e inteligente. Este Espíritu es la matriz de toda materia.

## Vida privada
El 31 de marzo de 1887, Planck se casó con su prometida, Marie Merck (1861- 1909), hija de un banquero de Múnich y hermana de uno de sus compañeros de clase. Max Planck fue padre de familia desde 1888. La pareja se estableció en Grunewald, un suburbio de Berlín. Tuvieron un total de cuatro hijos, todos los cuales murieron antes que él. Su hijo mayor, Karl, nacido en 1888, murió el 26 de mayo de 1916, durante la Batalla de Verdún. Sus hijas gemelas, Grette y Emma, nacidas en 1889, murieron respectivamente el 15 de mayo de 1917 y el 21 de noviembre de 1919. Su hijo menor, Erwin, nacido en 1893, fue hecho prisionero en Francia. Erwin se mantuvo muy unido a su padre durante el periodo de entreguerras, ocupando importantes cargos administrativos en la República de Weimar. Fue detenido en 1944, acusado de intentar asesinar a Hitler como parte del complot del 20 de julio de 1944. Erwin fue ejecutado el 23 de enero de 1945.
Tras la muerte de Marie en 1909, Planck se volvió a casar, el 14 de marzo de 1911, con Marga von Hößlin (1882-1948), una sobrina de Marie. El único hijo de la pareja, Hermann, nació en diciembre de 1911, el mismo año. Durante la Segunda Guerra Mundial, participó en la campaña contra Rusia. Volvió de ella como Obergefreiter (cabo mayor). Murió en 1954 a causa  de una poliomielitis.
Planck siempre conservó una marcada atracción por la música desde su juventud: compuso algunas piezas y dominaba el piano, que a veces tocaba con el violinista Joseph Joachim, o más tarde con Albert Einstein.

## Reconocimientos
En su honor se bautizó:
- En 2009, la Agencia Espacial Europea lanzó el  satélite Planck, para detectar las anisotropías en la radiación de fondo de microondas, de dos toneladas de peso,[13] como parte de su programa científico Horizon 2000.
- En 1970 el cráter Planck[14] y el valle Vallis Planck[15] en la Luna.
- En 1949 la Sociedad Max Planck, la sucesora de la Kaiser Wilhelm Gesellschaft.
- En 1938 el Instituto Max Planck de Física, que anteriormente llevó el nombre de Kaiser Wilhelm.
- En 1938 el asteroide (1069) Planckia.[16]
- En 1929 la Medalla Max Planck, el premio más alto en física teórica de la Sociedad Física Alemana.

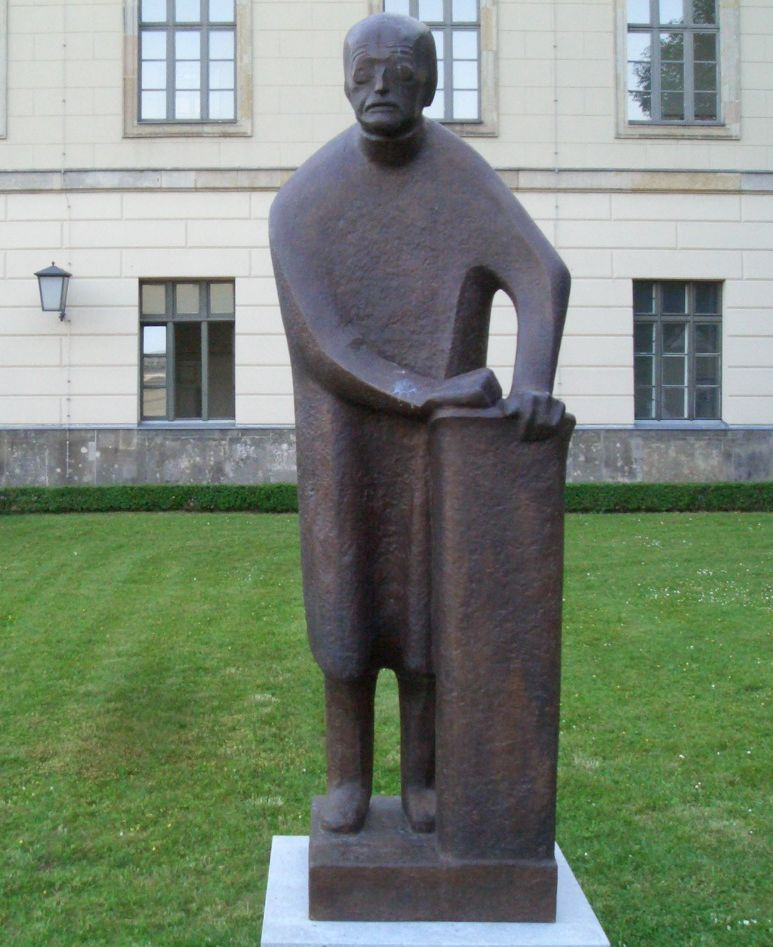
Monumento a Max Planck en la Universidad Humboldt de Berlín, obra de Bernhard Heiliger de 1948/49
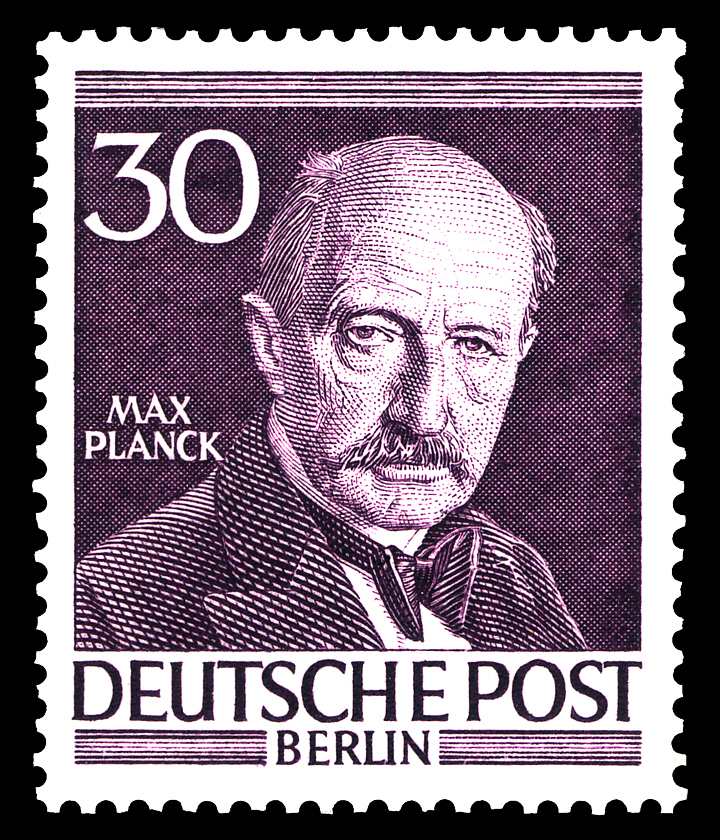
Sello del año 1952
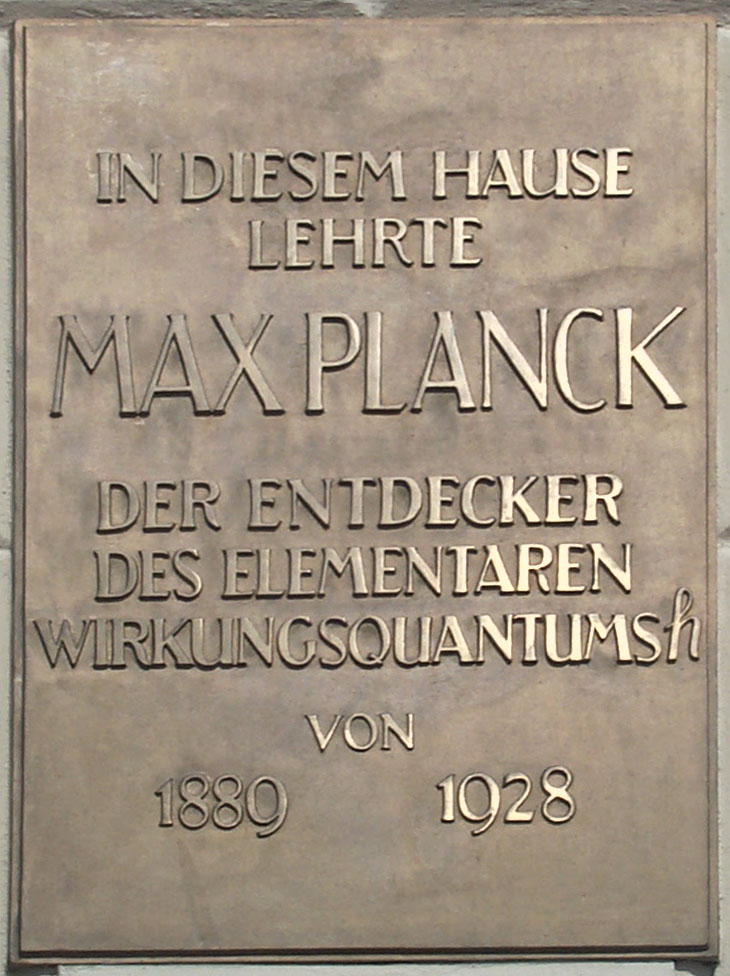
Placa en el edificio principal de la Universidad Humboldt de Berlín, colocada en 1958.
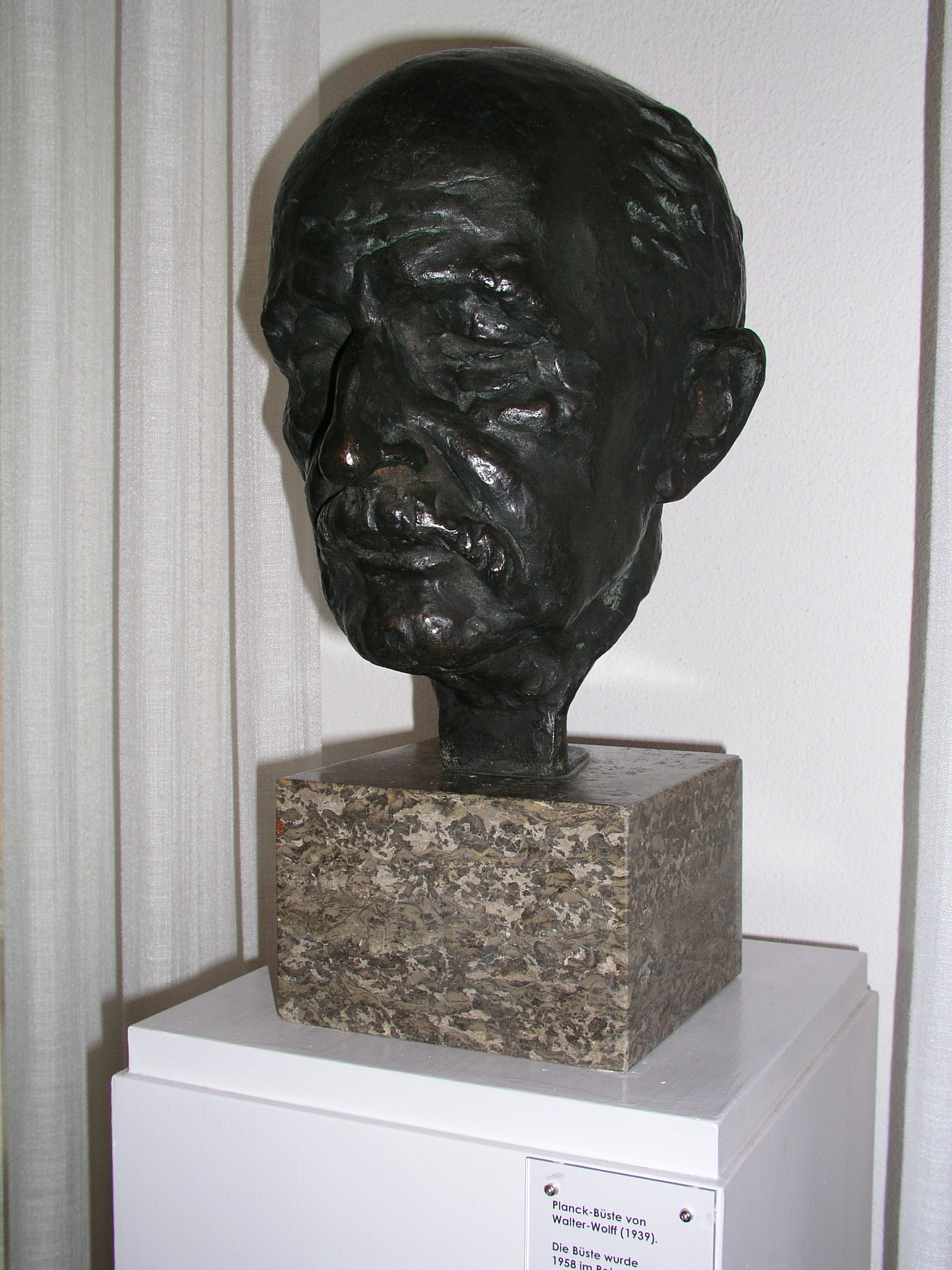
Busto de Planck en la Magnus-Haus de Berlín.
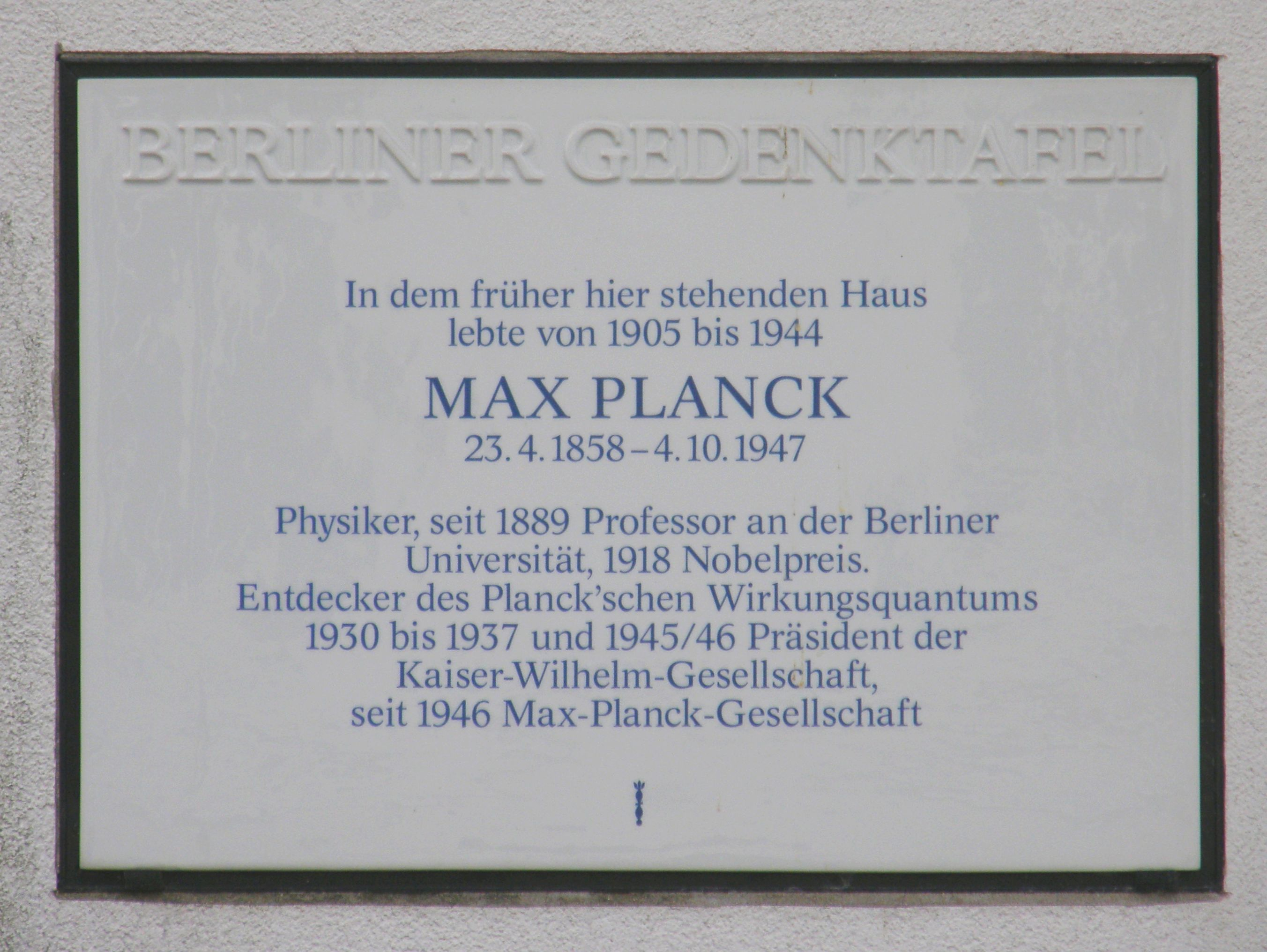
Placa en memoria de Max Planck en su casa de Grunewald. Puesta el 4 de octubre de 1989.
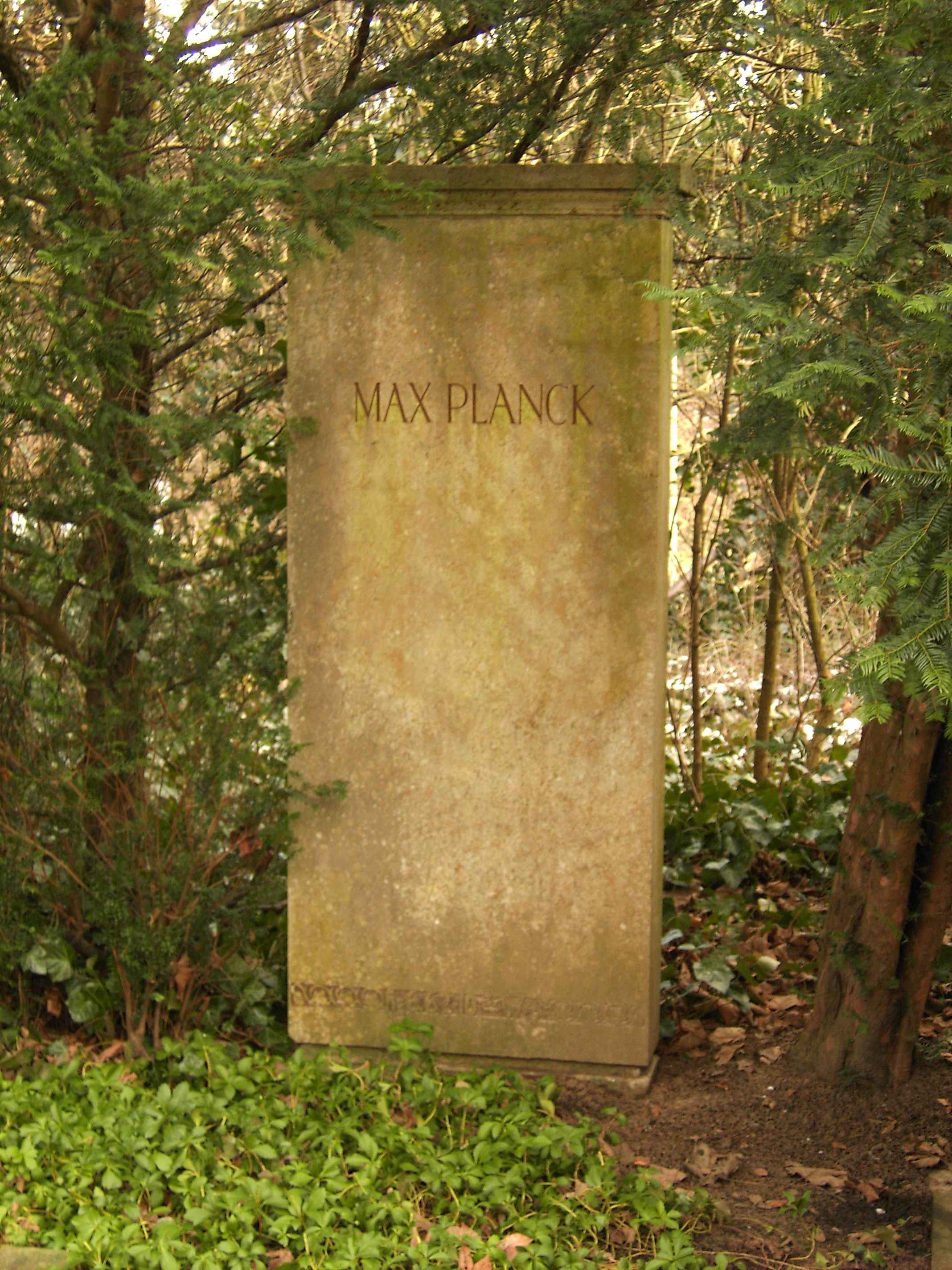
Tumba de Max Planck en el Cementerio de Gotinga.